# Lorenzo Maitani

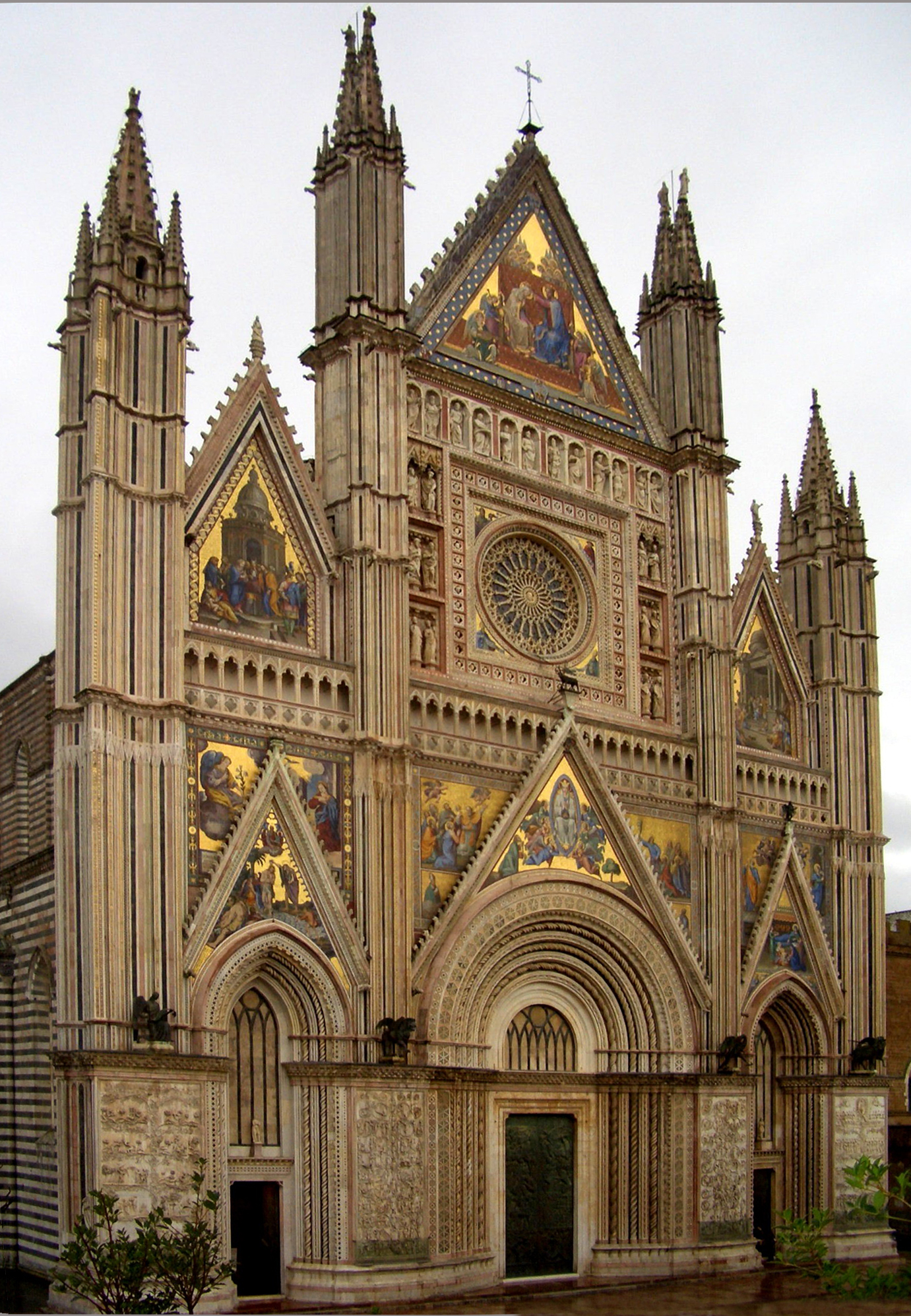
Fachada de la Catedral de Orvieto.

Lorenzo Maitani, Siena c.1275 – 1330, fue un arquitecto y escultor italiano. Fue nombrado maestro de obras de la catedral de Orvieto desde 1310 hasta su muerte en 1330.

## Obra

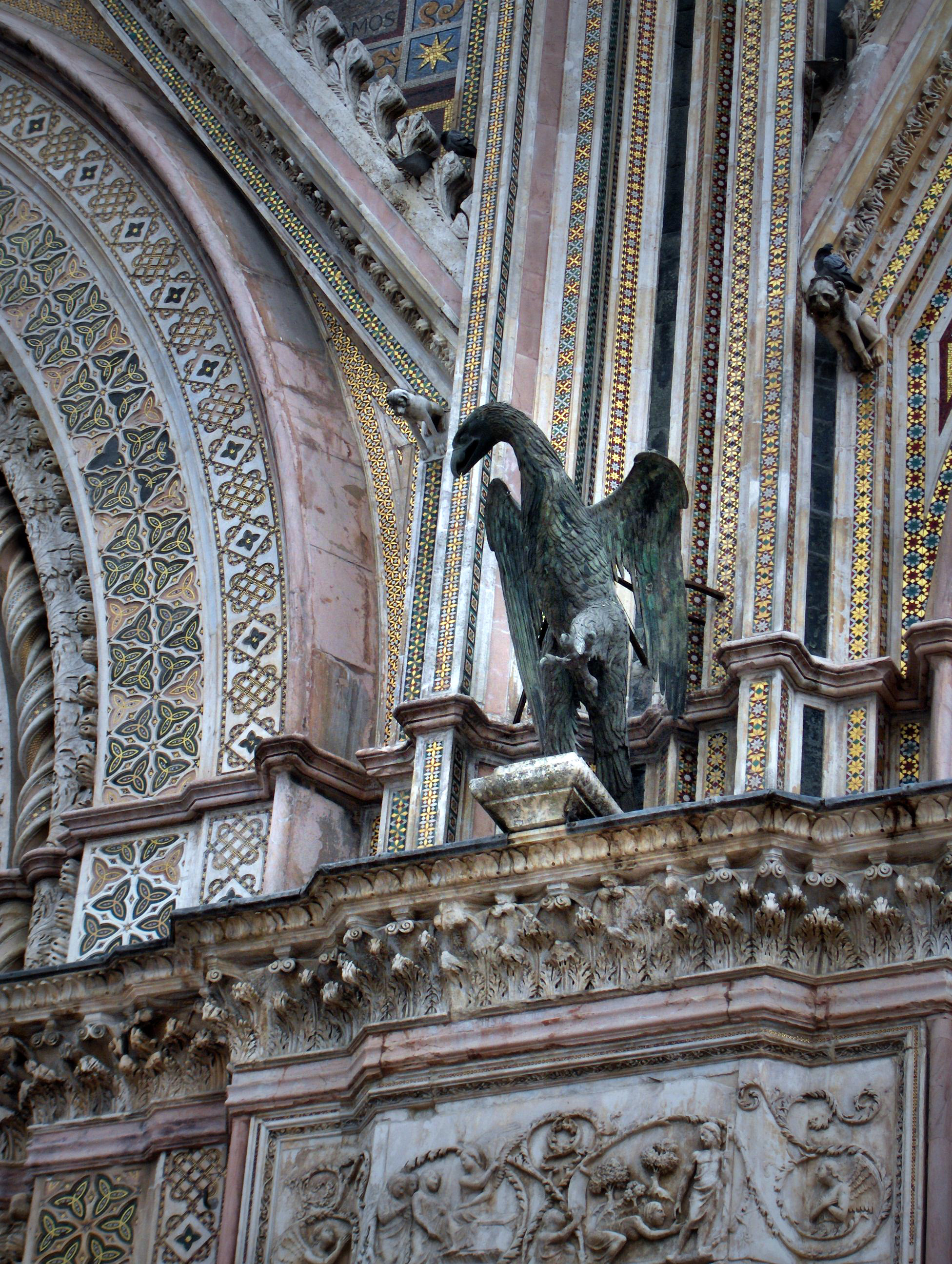
El águila de San Juan de Lorenzo Maitani.

Tuvo a su cargo la supervisión de las obras de la catedral. En un documento de 1330 se hace referencia al suministro de bronce a Maitani para la realización de las esculturas de la fachada, exactamente para El águila de San Juan una de las cuatro representaciones de los evangelistas que se encuentran en la cornisa de encima de las tres puertas principales de la fachada de la catedral de Orvieto. De la misma similitud escultórica son los relieves tallados en las cuatro crujías que dividen los tres pórticos; su iconografía, empezando por la izquierda representan: La creación, El árbol de Isaías y las profecías sobre el advenimiento de Cristo, La vida de Cristo y El Juicio Final. Se cree que había diferentes obreros trabajando en distintas operaciones de los relieves, y se supone que la intervención de Maitani fue especialmente en el diseño y en la elaboración final.
De la fachada se conservan dos dibujos realizados a pluma sobre pergamino, en un inventario de 1356; el segundo más parecido a la actual fachada es el que se nombra como de Maitani. Se aprecia con el diseño anterior (anónimo) que tenía una influencia de Notre Dame de París. Un cambio hacia una fachada con más anchura y menos verticalidad, subrayan estas tendencias hacia un estilo más italiano y con un resultado de combinación extraordinaria de la arquitectura de los mosaicos y de las esculturas, realizadas tanto en bronce como en piedra.